# Вінлок (Вашингтон)
Вінлок (англ. Winlock) — місто (англ. city) в США, в окрузі Льюїс штату Вашингтон. Населення — 1472 особи (2020).

## Географія
Вінлок розташований за координатами 46°29′26″ пн. ш. 122°56′3″ зх. д. / 46.49056° пн. ш. 122.93417° зх. д. (46.490643, -122.934270).  За даними Бюро перепису населення США в 2010 році місто мало площу 3,34 км², уся площа — суходіл.

## Демографія
Згідно з переписом 2010 року, у місті мешкало 1339 осіб у 475 домогосподарствах у складі 327 родин. Густота населення становила 401 особа/км².  Було 535 помешкань (160/км²).
Расовий склад населення:
| - 84,7 % — білих - 1,6 % — корінних американців - 0,7 % — чорних або афроамериканців - 0,6 % — азіатів - 0,3 % — вихідців з тихоокеанських островів - 8,4 % — осіб інших рас |

До двох чи більше рас належало 3,8 %. Частка іспаномовних становила 13,1 % від усіх жителів.
За віковим діапазоном населення розподілялося таким чином: 30,2 % — особи молодші 18 років, 57,7 % — особи у віці 18—64 років, 12,1 % — особи у віці 65 років та старші. Медіана віку мешканця становила 34,0 року. На 100 осіб жіночої статі у місті припадало 105,1 чоловіків;  на 100 жінок у віці від 18 років та старших — 96,4 чоловіків також старших 18 років.
Середній дохід на одне домашнє господарство  становив 46 408 доларів США (медіана — 41 563), а середній дохід на одну сім'ю — 54 575 доларів (медіана — 53 047). Медіана доходів становила 40 417 доларів для чоловіків та 27 692 долари для жінок. За межею бідності перебувало 22,8 % осіб, у тому числі 23,2 % дітей у віці до 18 років та 11,3 % осіб у віці 65 років та старших.
Цивільне працевлаштоване населення становило 506 осіб. Основні галузі зайнятості: роздрібна торгівля — 19,6 %, виробництво — 16,0 %, мистецтво, розваги та відпочинок — 15,4 %.